# Kirill Alexandrowitsch Stolbow
Kirill Alexandrowitsch Stolbow (russisch Кирилл Александрович Столбов; * 8. April 2004 in Sankt Petersburg) ist ein russischer Fußballspieler.

## Karriere

### Verein
Stolbow begann seine Karriere bei Zenit St. Petersburg. Zur Saison 2021/22 rückte er in den Kader der drittklassigen Reserve von Zenit. Im Mai 2022 gab er gegen den FK Nischni Nowgorod sein Debüt für die Profis der Petersburger in der Premjer-Liga. Mit Zenit wurde er Meister, dies war sein einziger Saisoneinsatz. Für Zenit-2 kam er achtmal in der Perwenstwo PFL zum Einsatz.
Im September 2022 wurde Stolbow an den Zweitligisten FK Jenissei Krasnojarsk verliehen. Für Jenissei kam er verletzungsbedingt aber nur siebenmal in der Perwenstwo FNL zum Zug. Zur Saison 2023/24 wurde er an den Erstligisten FK Rostow weiterverliehen. Für Rostow kam er aber nie zum Einsatz. Zur Saison 2024/25 wurde er an Zweitligist Tschernomorez Noworossijsk weiterverliehen. Die Leihe wurde aber im September 2024 nach zwei Zweitligaeinsätzen vorzeitig beendet und Stolbow kehrte zu Zenits Reserve zurück.

### Nationalmannschaft
Stolbow spielte zwischen 2019 und 2021 13 Mal für russische Jugendnationalteams.